# Emil Garipow
Emil Ramilewicz Garipow, ros. Эмиль Рамилевич Гарипов (ur. 15 sierpnia 1991 w Kazaniu) – rosyjski hokeista narodowości tatarskiej.

## Kariera
- Ak Bars 2 Kazań (2006-2008)
- Ak Bars Kazań (2008-2019)
  -  Nieftianik Almietjewsk (2008-2013)
  -  Bars Kazań (2009-2013)
- Awangard Omsk (2019-2020)
- Dinamo Moskwa (2020-2021)
- Traktor Czelabińsk (2021-)

Wychowanek szkoły UDO SDJuSSz przy klubie Ak Bars Kazań. Zawodnik tego klubu. W międzyczasie był kilkakrotnie przekazywany do klubu farmerskiego, Nieftianika Almietjewsk. W czerwcu 2013 przedłużył kontrakt z klubem. Zwolniony z klubu z końcem listopada 2019. W grudniu 2019 przeszedł do Awangarda Omsk, a w kwietniu 2020 przedłużył tam kontrakt o rok. Na początku grudnia 2020 przeszedł do Dinama Moskwa. Z końcem kwietnia 2021 odszedł z klubu. Od maja 2021 zawodnik Traktora Czelabińsk.
W przeszłości reprezentant Rosji w kadrze juniorskich do lat 18. Był w składzie Rosji na Zimowej Uniwersjadzie 2009.

## Sukcesy
Reprezentacyjne
- Srebrny medal mistrzostw świata juniorów do lat 18: 2009
- Złoty medal zimowej uniwersjady: 2009, 2011

Klubowe
- Złoty medal mistrzostw Rosji: 2009, 2010, 2018 z Ak Barsem Kazań
- Puchar Gagarina: 2009, 2010, 2018 z Ak Barsem Kazań
- Finał KHL o Puchar Gagarina: 2015 z Ak Barsem Kazań
- Srebrny medal mistrzostw Rosji: 2015 z Ak Barsem Kazań

Indywidualne
- KHL (2013/2014):
  - Pierwsze miejsce w klasyfikacji skuteczności interwencji w sezonie zasadniczym: 95,2%
  - Pierwsze miejsce w klasyfikacji średniej goli straconych na mecz w sezonie zasadniczym: 1,43
- KHL (2014/2015):
  - Piąte miejsce w klasyfikacji średniej straconych goli na mecz w turnieju: 1,78
- KHL (2016/2017):
  - Najlepszy bramkarz - półfinały konferencji[11]
  - Czwarte miejsce w klasyfikacji średniej goli straconych na mecz w fazie play-off: 1,85
  - Piąte miejsce w klasyfikacji skuteczności interwencji w fazie play-off: 93,3%
  - Pierwsze miejsce w klasyfikacji meczów bez straty gola w fazie play-off: 2
- KHL (2017/2018):
  - Skład gwiazd miesiąca - listopad 2017[12]
  - Najlepszy bramkarz w finale o Puchar Gagarina[13]
  - Trzecie miejsce w klasyfikacji skuteczności interwencji w fazie play-off: 94,4%
  - Trzecie miejsce w klasyfikacji średniej goli straconych na mecz w fazie play-off: 1,55
  - Trzecie miejsce w klasyfikacji meczów bez straty gola w fazie play-off: 2
- KHL (2020/2021):
  - Najlepszy bramkarz miesiąca - wrzesień 2020[14]
  - Trzecie miejsce w klasyfikacji meczów bez straty gola w sezonie zasadniczym: 4